# Котляр, Леонтий Захарович
Лео́нтий Заха́рович Котля́р (1901—1953) — советский военачальник, генерал-полковник инженерных войск (1944), Герой Советского Союза (28.04.1945).

## Биография

Могила Котляра на Новодевичьем кладбище Москвы.

Леонтий Захарович Котляр родился 3 (16) июня 1901 года в Томске в семье рабочего-железнодорожника. Еврей. С 1902 года семья жила в Канске. Окончил начальную школу и Канское реальное училище в 1917 году. Ещё с июня 1916 года работал счетоводом-кассиром в гостинице «Золотой лев» Канска. С июня 1917 года — ремонтный рабочий службы пути на железной дороге, с июня 1919 года — лесоруб и плотник на железной дороге. Когда наступала безработица в условиях развала промышленности в Гражданской войне, подрабатывал также репетитором для учащихся Канского реального училища. После того, как Красная Армия очистила Канск от войск адмирала А. В. Колчака в январе 1920 года, Котляр одним из первых вступил в комсомол. В январе 1920 года поступил в Канскую единую трудовую школу, с апреля 1920 года также работал делопроизводителем отдела здравоохранения Канского ревкома.
В июне 1920 года вступил добровольцем в Красную Армию. Участвовал в советско-польской войне. После окончания войны в том же году направлен на учёбу в Петроградскую военно-инженерную школу. Окончил её в 1922 году. Служил в 17-м Приморском стрелковом корпусе: командир взвода сапёрного батальона, в 1923 году — начальник учебной команды сапёрного батальона, в 1923-м — заведующий классом батальонной школы сапёрного батальона, с июня 1923-го — адъютант сапёрного батальона, с ноября 1923-го — командир отдельной сапёрной роты сапёрного батальона. С 1927 года учился в академии. Член ВКП(б) с 1921 года.
Окончил Военно-техническую академию РККА имени Ф. Э. Дзержинского в 1930 году. Оставлен на службе в этой академии, был военным инженером в ней, с 1932 года — начальник отделения факультета инженерного вооружения. Когда в 1932 году была создана Военно-инженерная академия РККА, переведён в неё на ту же должность и далее служил в ней, с марта 1933 года был начальником учебной части факультета инженерного обеспечения, с августа 1935-го — начальником отделения учебного отдела штаба академии, с февраля 1937 — преподаватель академии. С 1937 года — инженер контроля при Народном комиссариате обороны СССР. С 1938 года — начальник инженерных войск Киевского особого военного округа.
В июне 1940 года генерал Котляр назначен начальником управления оборонительного строительства Главного военно-инженерного управления Красной Армии. Отвечал за строительство оборонительных рубежей и районов на новых западных границах СССР, образовавшихся после присоединения к СССР Западной Украины и Западной Белоруссии, Прибалтики, Бессарабии и Северной Буковины. В марте 1941 года назначен начальником Главного военно-инженерного управления РККА.
На этом посту встретил начало Великой Отечественной войны. В ноябре управление инженерными войсками было реорганизовано и должность Л. З. Котляра стала именоваться «начальник инженерных войск Красной Армии». С апреля 1942 года — генерал-инспектор Инспекции инженерных войск. С сентября 1942 года — заместитель командующего — начальник инженерных войск Воронежского фронта. В 1943 году переведён начальником инженерных войск Юго-Западного фронта, который в октябре был переименован в 3-й Украинский фронт. На этому посту прошёл весь путь до конца войны.
Участвовал в Воронежско-Ворошиловградской оборонительной операции, в осенних боях 1942 года на Среднем Дону, в Донбасской наступательной операции, в битве за Днепр, в Никопольско-Криворожской, Березнеговато-Снигирёвской, Одесской, Ясско-Кишинёвской, Белградской, Будапештской, Венской наступательных операциях, в Балатонской оборонительной операции.
«За образцовое выполнение боевых заданий командования на фронте борьбы с немецкими захватчиками и проявленные при этом отвагу и геройство» указом Президиума Верховного Совета СССР от 28 апреля 1945 года генерал-полковнику инженерных войск Котляру Леонтию Захаровичу присвоено звание Героя Советского Союза с вручением ордена Ленина и медали «Золотая Звезда».
После окончания войны, в сентябре 1945 года, Л. З. Котляр назначен начальником Военно-инженерной академии имени В. В. Куйбышева. Из-за тяжелой болезни по личной просьбе в июле 1951 года переведён начальником кафедры тактики инженерных войск этой академии.
Генерал-полковник инженерных войск Котляр Л. З. скончался 28 декабря 1953 года. Похоронен в Москве на Новодевичьем кладбище.

## Воинские звания
- Военинженер 1-го ранга
- Бригинженер (29.11.1939)
- Генерал-майор инженерных войск (4.06.1940)
- Генерал-лейтенант инженерных войск (19.03.1943)
- Генерал-полковник инженерных войск (19.03.1944)

## Награды
- Медаль «Золотая Звезда» Героя Советского Союза (28.04.1945);
- 4 ордена Ленина (22.02.1941, 21.02.1942, 28.04.1945, 6.11.1945);
- 4 ордена Красного Знамени (19.01.1943, 3.11.1944, 4.11.1944, 15.11.1950);
- орден Кутузова 1-й степени (19.03.1944);
- орден Богдана Хмельницкого 1-й степени (13.09.1944);
- орден Суворова 2-й степени (26.10.1943);
- медаль «За оборону Москвы»;
- медаль «За взятие Будапешта»;
- медаль «За взятие Вены»;
- медаль «За освобождение Белграда»;
- другие медали СССР;
- иностранные награды:
  - орден «Легион почета» степени командора (США, 3.06.1945)[6];
  - орден «За военные заслуги» 2-го класса (Болгария, 25.05.1945);
  - орден «За заслуги перед народом» с золотой звездой (Югославия, 5.08.1946);
  - Орден Заслуг Венгерской Народной Республики 2-го класса.

## Оценка деятельности
В книге "Инженерные войска в боях за Советскую Родину» 

Успех наступления 3-го Украинского фронта на Одессу и к Днестру в значительной степени зависел от своевременного обеспечения переправы через Южный Буг. Начальник инженерных войск фронта генерал-лейтенант Л. 3. Котляр 27 марта выдвинул к реке 5 понтонно-мостовых батальонов с 122 полупонтонами Н2П и верхним строением. Это позволило немедленно организовать переправу войск и боевой техники на широком фронте и развивать наступление ... В ходе наступления к Одессе саперы настойчиво обеспечивали продвижение артиллерии и танков по бездорожью. На подступах к городу противник взорвал дамбу. Воды Куяльницкого лимана преградили путь. Работая по пояс в ледяной воде, саперы в короткий срок навели переправу. Войска с ходу захватили восточные окраины, а 10 апреля освободили весь город. Во время штурма Одессы инженерные подразделения успешно действовали в составе штурмовых групп, блокируя и уничтожая многочисленные огневые точки гитлеровцев. Много зданий и сооружений города спасли саперы, обезвредив оставленные фашистами мины.

## Память
- 7 мая 2003 года в мемориальном комплексе г. Канска (Красноярский край) торжественно открыт бюст Героя Советского Союза Л. З. Котляра[8].